# 廖冰兄
廖冰兄（1915年10月21日—2006年9月22日），原名廖东生，原籍广西象州，生于广东广州，中国大陸漫画家，因其妹名廖冰，故以“冰兄”为笔名，亦曾用“郑育吾”等笔名。作品多讽刺时弊，抨击社会不良现象，代表作有《猫国春秋》、《阿庚传》等。

## 生平

### 艰难的童年
廖冰兄于1915年生于广州，祖籍广西象州。4岁时父亲去世，母亲被逼疯，病愈后改嫁，廖冰兄与其妹被外婆抚养长大。因家境穷困，断断续续读完小学，1929年考入广州市立师范学校（现广州市协和中学之前身）。为了帮补家计，廖冰兄做过小贩、干过纺纱、织麻鞋、扎作等活，并学唱木鱼、粤曲，又自学水彩画、月份牌等。

### 创作的开端
考入师范学校后，廖冰兄开始学习画漫画。1932年，廖冰兄开始创作漫画。1934年在广州、上海发表一系列的“人生哲理漫画”，受到漫画界赞赏。1935年，廖冰兄从广州市立师范学校毕业，担任小学教员。1936年组织“广州大众漫画会”，举办“大众漫画展”，发表的漫画内容以反对日本侵略和斥责国内的不抵抗主义为主，并陆续担任《群声报》《伶星》杂志的美术编辑。

### 抗战期间
1937年，廖冰兄与漫画界前辈黄凤洲合作，创办了《公仔报》，这是一份漫画刊物。抗战爆发后，弃职由香港返回内地，船作抗日宣传漫画。1938年初，廖冰兄在广州举办“廖冰兄抗战连环漫画展”，并得到《救亡日报》夏衍及郁风支持，在《救亡日报》出画展特刊。2月底，到武汉参加了国民政府军事委员会第三厅漫画宣传队，当时任队长的是叶浅予。5月，随张乐平领队的漫画宣传队分队到皖南。10月，读了毛泽东的《论持久战》后受到启发的廖冰兄接连创作了《抗战必胜连环图》，在安徽、浙江、江西、广西各地流动展出。之后到过桂林举办美展，后居于重庆。曾作过话剧导演，平面设计，美术教员等工作。
1943年，廖冰兄与与罗凤珍结婚。

### 内战时期
1945年抗战胜利，廖冰兄的漫画主题转为谴责当时国民政府的贪腐和黑暗。其中一系列漫画以猫鼠为奸讽刺当时官场丑态，名为《猫国春秋》。猫国春秋漫画展于1946年3月在重庆北碚首展，5月转展成都，7月又在昆明展出，观者反应热烈，使他得到“一代鬼才”的称誉。年底返回广州居住。
1947年，廖冰兄移居香港，参加了“人间画会”，与黄新波等筹办揭露政府恶行的“风雨中华”画展。同年在《华侨晚报》连载《梦里乾坤》连环漫画，反映香港社会丑态。1948年在《华侨晚报》、《星岛日报》发表取材于香港社会的连载连环漫画《阿庚传》与《佐治汪》。与张光宇、米谷、特伟、丁聪等创办《这是一个漫画时代》丛刊。当时廖冰兄平均每天创作两到三幅漫画，四年间发表于各种报刊的作品不下于3000幅。
1949年10月1日中华人民共和国成立，廖冰兄以“人间画会”的名义发起制作题为“中国人民站起来了”的毛泽东巨像，与张光宇、张正宇、阳太阳、关山月等数十人共同绘制，完成后悬挂于解放后的广州爱群大厦。

### 受到迫害
“反右”期间，廖冰兄亦画了不少批判作品，例如批判胡风的漫画。1957年，廖冰兄接受中共任务创作并在北京《漫画月刊》发表的漫画《打油词画--赠教条主义诸公》被《人民日报》以大篇幅公开点名批判，廖冰兄被打成右派，被下放到广州白云山农场进行改造。期间由于有美术才能，常被借去画宣传报。
1961年。廖冰兄的“右派”帽子被摘掉。次年任广东木偶艺术剧团美术设计，之后曾与人合作发表连环漫画《松叔日记》，连载于《羊城晚报》。
文化大革命开始后，廖冰兄被打成“牛鬼蛇神”，被关押在广州槎头谭岗看守所。“九一三事件”后，廖冰兄开始获准放假回家，但创作已经中断，再没有有独立思想的作品。

### 重拾画笔
文革后，廖冰兄进行了反思和自省，发表《自嘲》《噩梦录》等一系列漫画，并举行多次作品回顾展。九十年代初期，廖冰兄为了历史的悲剧不再重演，决定用漫画记史、论史，创作有组画《残梦纪奇篇》。
1995年，夫人罗凤珍去世。

### 热心公益
廖冰兄终其一生坚持人道主义，十分关心他人疾苦，认为：“世上还有那么多人未过上好日子，自己就不敢讲享受，我觉得享受就是犯罪。”九十年代后，他感到“如果不是党中央下决心反腐倡廉，你画一万张漫画也没用。”于是2000年初，在回复漫画家
方成的信中，廖冰兄表示：“当今之现实比漫画更漫画，现代化的邪恶和邪恶的现代化是漫画所不能表现的，我的想象力、创造力都不及当代邪恶高水平”，从而搁笔转画风景画，并热心于公益活动。

### 身后
早在1986年12月18日，廖冰兄已立下遗嘱，表示“可一死便烧，骨灰也不留……不如把骨灰散尽，让我魂游四方，岂不快哉”。2006年9月22日晚间，廖冰兄在广州逝世。
2007年5月20日，廖冰兄与夫人罗凤珍的骨灰合葬于广州白云山北麓。

## 作品
廖冰兄的作品以政治讽刺漫画为主。他称自己的漫画为“悲愤漫画”。其代表作有《猫国春秋》、《阿庚传》等。